# Gerrit Germishuizen
Gerrit Germishuizen (* 25. Februar 1950 in Pretoria) ist ein südafrikanischer Botaniker. Sein botanisches Autorenkürzel lautet „Germish.“

## Leben
Germishuizen durchlief zwischen 1960 und 1973 diverse Praktika und absolvierte ein Botanikstudium an der Universität Pretoria, wo er 1983 mit der Arbeit A Morphological-taxonomical Study of the Genera Polygonum, Reynoutria, and Bilderdykia in Southern Africa seinen Masterabschluss erlangte. Als Wissenschaftler beim Botanical Research Institute, dem heutigen South African National Biodiversity Institute (SANBI), war Germishuizen ab 1975 bei der Transvaal Division of Nature Conservation sowie später beim Nationalen Herbarium tätig. Dort war er für die Bestimmung von Pflanzenfamilien wie Fabaceae (Leguminosae), Loranthaceae, Viscaceae und Polygonaceae zuständig und über 14 Jahre lang der Herausgeber der botanischen Reihe Bothalia als Nachfolger von Otto Albrecht Leistner. Zudem wirkte er an Reihen wie Flowering Plants of Africa, Flora of southern Africa, Strelitzia und an den SANBI Biodiversity Series mit. Von 1975 bis 2005 war er Mitglied der South African Association of Botanists. 1980 wurde er Mitherausgeber des Journal of the Dendrological Society. Er veröffentlichte über 126 wissenschaftliche und populärwissenschaftliche Schriften und Bücher über die Bestimmung der heimischen Flora im südlichen Afrika. Einige dieser Buchprojekte ermöglichte er in Zusammenarbeit mit Anita Fabian und Brenda Clarke, darunter die Werke Transvaal Wild Flowers (1982), Wild Flowers of Northern South Africa (1997) und Illustrated Guide to the Wildflowers of Northern South Africa (2003). Die von Germishuizen während seiner Berufslaufbahn aufgebaute Pflanzensammlung des SANBI umfasst mehr als 10.000 Herbarbelege aus allen Teilen Südafrikas, Swasilands (heute Eswatini) und dem Sperrgebiet Namibias. Sein besonderes Interesse gilt unterrepräsentierten Gattungen, mit denen er den wissenschaftlichen Wert der Sammlung bedeutend erhöhte. 2011 ging Germishuizen in den Ruhestand.